# Pigeon Island, Western Australia
Pigeon Island är en ö i Australien. Den ligger i delstaten Western Australia, omkring 440 kilometer nordväst om delstatshuvudstaden Perth.